# 罗杰·亚当斯
罗杰·亚当斯（英語：Roger Adams，1889年1月2日—1971年7月6日)，美国有机化学家。著名的研究成果包括发现用于氢化、氢解、脱氢和氧化反应的亚当斯催化剂和亚当氏毒气的合成。1926年至1954年担任伊利诺伊大学化学系主任，对美国的研究生教育亦产生过极大的影响，培养了超过250名的博士和研究生。他也是有机化学期刊有机合成的创办人之一。作为一位高水平科学家在第一和第二次世界大战中为美国服务。亚当斯于1971年去世，一年后伊利诺伊大学厄巴纳-香槟分校将化学系的一座大楼以亚当斯的名字命名以示纪念。

## 学术生涯
1916年接受了伊利诺伊大学厄巴纳-香槟分校化学系主任威廉·诺伊斯（William A. Noyes）提供的助理教授的职位，从此开始了他在这所学校长达56年的学术研究生涯。1926年接替威廉·诺伊斯成为化学系主任并担任此职务28年直到1954年卸任，在此期间亚当斯做出了多项著名的发现。
亚当斯和他的学生发明了亚当斯催化剂，这是一种制备起来比较方便的高活性氢化反应催化剂，可由氯铂酸（H2PtCl6）或氯铂酸铵[(NH4)2PtCl6]和硝酸钠共熔制备。亚当斯的研究小组还开发出了一套使用亚当斯催化剂的低压装置用于氢化反应，这套装置对于一些重要的有机化合物的合成及其分子结构的解释和测定起到中重要的作用。
在诺伊斯实验室工作期间，亚当斯和他指导过的二百五十多位学生做出了许多重要的发现:
- 由醛和酰氯合成出氯代烷基羧酸酯
- 利用脂肪酸酐通过傅－克反应合成酮类化合物
- 确定了双水杨醛和去水醋酸的分子结构
- 确认了麻风病药物晁模醇（chaulmoogric acid）和次大风子油酸（也称环戊烯十一烷酸，hydnocarpic acid）的分子结构并合成了它们的二氢衍生物
- 确定了棉酚的分子结构[5]
- 分离并鉴定出了大麻中的大麻二酚并揭示了它与大麻酚和四氢大麻酚的关系[6][7]
- 合成出了大麻酚和四氢大麻酚
- 研究了千里光属和野百合属植物所含的生物碱，并由此打开了对吡咯双烷（Pyrrolizidine）类化合物和大环酯的研究[8][9][10][11][12][13][14][15]

## 奖励与荣誉
- 美国化学会的普利斯特里奖（1946年）
- 珀金獎章（1954年）
- 富兰克林奖章（1960年）
- 美国国家科学奖章（1964年）